# (25602) Ucaronia
(25602) Ucaronia est un astéroïde de la ceinture principale.

## Description
(25602) Ucaronia est un astéroïde de la ceinture principale. Il fut découvert le 2 janvier 2000 à San Marcello Pistoiese par Andrea Boattini et Alfredo Caronia. Il présente une orbite caractérisée par un demi-grand axe de 2,28 UA, une excentricité de 0,15 et une inclinaison de 6,8° par rapport à l'écliptique.

## Compléments